# Huaquechula
Huaquechula är en kommunhuvudort i Mexiko.   Den ligger i kommunen Huaquechula och delstaten Puebla, i den sydöstra delen av landet, 100 km sydost om huvudstaden Mexico City. Huaquechula ligger 1 594 meter över havet och antalet invånare är 3 380.
Terrängen runt Huaquechula är kuperad åt nordväst, men åt sydost är den platt. Runt Huaquechula är det ganska tätbefolkat, med 139 invånare per kvadratkilometer. Närmaste större samhälle är Atlixco, 19,0 km nordost om Huaquechula. Omgivningarna runt Huaquechula är en mosaik av jordbruksmark och naturlig växtlighet.